# Джилберто Дзанолети
Джилберто Дзанолети (на италиански: Gilberto Zanoletti) е италиански футболист, който се състезава за отбора на Ботев Пловдив. Той играе като дефанзивен халф. Висок е 183 см. и тежи 76 кг. На 4 септември 2009 Дзанолети подписва за 1 година с Ботев (Пловдив).